# E-hälsomyndigheten
E-hälsomyndigheten är en svensk statlig myndighet, som sorterar under Socialdepartementet, och ansvarar för register och it-funktioner som öppenvårdsapotek och vårdgivare behöver ha tillgång till för en patientsäker och kostnadseffektiv läkemedelshantering. Myndigheten bildades den 1 januari 2014.
Myndigheten är från 1 oktober 2022 beredskapsmyndighet och ingår i beredskapssektorn hälsa, vård och omsorg. Generaldirektör sedan 1 juli 2022 är Gunilla Nordlöf.

## Verksamhet
E-hälsomyndigheten ansvarar för register och it-funktioner som öppenvårdsapotek och vårdgivare behöver ha tillgång till för en patientsäker och kostnadseffektiv läkemedelshantering. Myndigheten ska vidare samordna regeringens satsningar på e-hälsa samt övergripande följa utvecklingen på e-hälsoområdet.

## Organisation
E-hälsomyndigheten leds av en styrelse, som består av högst nio ledamöter och generaldirektören är myndighetschef. Enligt ett regeringsbeslut 2016/04275 skall myndigheten ha större delen av sin verksamhet i Kalmar. Myndigheten ligger på Södra Långgatan 60 i Kalmar, samt Sankt Eriksgatan 117 i Stockholm. Personalstyrkan har ökat gradvis från 270 anställda 2019 till 400 anställda 2024 i takt med att myndigheten fått ett mer omfattande uppdrag.

## Tjänster
E-hälsomyndigheten ansvarar för ett antal e-tjänster, bland annat: 
- Läkemedelskollen där användaren kan finna uppgifter om sina recept, uthämtade läkemedel och högkostnadsskydd
- Elektroniskt expertstöd (EES), en tjänst som apotekspersonal kan använda för att se hur det aktuella receptet passar in med kundens övriga mediciner
- Fullmakter för personer att företräda någon i vissa apoteksärenden
- Nationella e-recepttjänster
- Läkemedelsstatistik[7]
- Vaccinintyget covidbevis.se[8][9]

## E-hälsomyndighetens uppgifter i krig
E-hälsomyndigheten är en av Sveriges beredskapsmyndigheter och ingår i sektorn för hälsa, vård och omsorg. Under krig och höjd beredskap ansvarar E-hälsomyndigheten för att säkerställa att digitala hälso- och sjukvårdstjänster fungerar effektivt och säkert. Detta inkluderar att upprätthålla och skydda system som möjliggör elektroniska recept, patientjournaler och andra digitala tjänster som är avgörande för vård och omsorg. 
E-hälsomyndigheten ansvarar för register och IT-funktioner som privatpersoner, vårdgivare och apotek använder. Myndigheten samordnar regeringens satsningar på e-hälsa och följer utvecklingen på e-hälsoområdet. Myndigheten använder sin kunskap om digitaliseringens möjligheter för att bidra till ett bättre informationsutbyte inom vård och omsorg.
E-hälsomyndigheten samarbetar också med andra myndigheter och aktörer för att stärka den nationella beredskapen inom hälso- och sjukvården. Detta inkluderar att säkerställa att digitala lösningar är robusta och motståndskraftiga mot potentiella hot och störningar som kan uppstå under krig och krissituationer.